# Alexei Savinov
Alexei Savinov (ur. 19 kwietnia 1979 roku w Kiszyniowie) – mołdawski piłkarz, grający na pozycji pomocnika oraz trener piłkarski. Były reprezentant Mołdawii.